# House Arrest
"House Arrest" je 24. epizoda HBO-ove televizijske serije Obitelj Soprano i jedanaesta u drugoj sezoni. Napisao ju je Terence Winter, režirao Tim Van Patten, a originalno je emitirana 26. ožujka 2000.

## Radnja
Junior i Richie Aprile počinju prodavati kokain preko ruta Barone Sanitationa pokušavajući namaknuti nešto novca sa strane. Nakon što Tony sazna za to, odvede Richieja na stranu i kaže mu da prestane, rekavši kako će takvi potezi privući pozornost FBI-a i Agencije za suzbijanje narkotika na obiteljsku industriju gospodarenja otpadom, što je jedan od njihovih zakonskih poslova. Nakon što biva obavješten za nećakovu odluku, Junior odluči krenuti protiv Tonyja jer mu je kokain platio nedavne osobne troškove i pravničke honorare.
Tonyjev odvjetnik, Neil Mink, obavještava Tonyja da ga FBI pokušava optužiti za ubojstvo Matthewa Bevilaque. Neil predloži da se Tony više posveti Barone Sanitationu, i cijelo se vrijeme bavi poslom konzultanta za gospodarenje otpadom, a ne kao do tada kao boss u Bada Bingu. Tony prihvati savjet i počne se dosađivati na poslu. Kako bi mu brže prošlo vrijeme, Tony počne flertovati s recepcionarkom, a kasnije se s njom upušta u seksualni odnos. Nakon što je na banketu tvrtke upućivao Richieja, Tony pretrpi napad panike nakon čega ga odvoze u bolnicu. Tony zatim na ruci otkrije osip, izazvan stresom i vlastitim češanjem, te za svoje stanje nastavlja kriviti loš tretman dr. Melfi. Dr. Melfi također počne patiti i između sastanaka počne piti, posebno nakon onih s Tonyjem. Na ručku sa svojim sinom, Jasonom, pijana ih Melfi osramoti nakon što redovitu gošću restorana bezobrazno upita da ugasi cigaretu. Nakon što ova odbije, Melfi joj silom ugasi cigaretu, nakon čega je zamole da ode.
Junior odlazi dr. Douglasu Schrecku nakon što je osjetio poteškoće u disanju. Dr. Schreck mu preporuči da diše koristeći specijalnu masku koja će mu pomoći s njegovim hrkanjem i olakšati pritisak sa srca. Dok se priprema napustiti bolnicu, sudski mu službenik na nogu postavlja elektroničku ogrlicu. U hodniku, Junior susretne udovicu starog prijatelja, Catherine Romano. Kad ga Catherine upita što je radio, on pokuša prikriti svoju restriktivnu medicinsku i pravnu situaciju. Junior se kasnije počne ispričavati kad mu Catherine svrati kući s obrokom u ruci i predloži da izađu, ali na kraju priznaje da ne može naupustiti dom pod uvjetima svoga kućnog pritvora. Junior joj kaže kako mu kućni pritvor sve više utječe na život, uključujući incident sa svojim sudoperom kad mu je ruka zapela u odvodu te je stajao šest sati dok ga Janice i Richie nisu otkrili. Catherine shvaća i kaže Junioru da uživa u zajedničkom vremenu s njim unatoč činjenici da je on u nevolji. Catherine kasnije pomaže Junioru masirajući ga i stavljajući mu masku tijekom noći. 
Tijekom sastanka s dr. Melfi, upitavši ga zna li zašto su morski psi stalno u pokretu, Melfi upoznaje Tonyja s idejom da je doživio stanje povezano s aleksitimijom. Tony odgovara, "Moraju". Melfi objašnjava kako ovo stanje pogađa ljude s aoscijalnim osobnostima, i ako nisu stalno u pokretu i ne dobivaju potrebni stimulans, sudaraju se jer tada imaju vremena suočiti se s načinima na koje njihovi postupci djeluju na druge.
Nakon što se u Barone Sanitationu i dalje dosađuje, Tony se odlučuje vratiti u Satriale's Pork Store. Dočekuju ga njegovi podređeni, kao i agent Harris koji u susjedstvu upoznaje svoga novog partnera. Tony i njegova ekipa odlučuju se ljenčariti, ali ih ubrzo uznemiri ulični trkač koji se zabija u njihov auto. U ovoj sceni, Tony i njegova ekipa, zajedno s agentom Harrisom i drugim agentom FBI-a, pokazuju aleksitimične tendencije, sugerirajući sličnosti u osobnostima među ljudima koji čine dvije različite organizacije, FBI i mafiju. Epizoda završava s agentima i mafijašima koji prijateljski razgovaraju ispred Satriale'sa.

## Glavni glumci
- James Gandolfini kao Tony Soprano
- Lorraine Bracco kao Dr. Jennifer Melfi
- Edie Falco kao Carmela Soprano
- Michael Imperioli kao Christopher Moltisanti
- Dominic Chianese kao Corrado Soprano, Jr.
- Vincent Pastore kao Big Pussy Bonpensiero
- Steven Van Zandt kao Silvio Dante
- Tony Sirico kao Paulie Gualtieri
- Robert Iler kao Anthony Soprano, Jr.
- Jamie-Lynn Sigler kao Meadow Soprano
- Drea de Matteo kao Adriana La Cerva
- David Proval kao Richie Aprile
- Aida Turturro kao Janice Soprano
- Nancy Marchand kao Livia Soprano

### Gostujući glumci
- Jerry Adler kao Hesh Rabkin

#### Ostali gostujući glumci
| - Peter Bogdanovich kao dr. Elliot Kupferberg - Matthew Sussman kao dr. Schreck - Federico Castelluccio kao Furio Giunta - Steven R. Schirripa kao "Bacala" Baccalieri - David Margulies kao Neil Mink - Sharon Angela kao Rosalie Aprile - Toni Kalem kao Angie Bonpensiero - Will McCormack kao Jason La Penna - Maureen Van Zandt kao Gabriella Dante - Joe Lisi kao Dick Barone - Patricia Marand kao Helen Barone - Jennifer Albano kao Connie - Vito Antuoformo, Jr. kao Bobby Coniglio - Sabine Singh kao Tracy - James Biberi kao šef sale - Ilene Kristen kao pušačica | - George Xhilone kao muškarac - Matt Servitto kao Agent Harris - Gary Perez kao agent Marquez - Ron Lee Jones kao Michael McLuhan - Louis Petraglia kao sanitarni radnik - Remy K. Selma kao Siraj - Janet Bushor kao medicinska sestra - Robert McCay kao Orderly - Amy Hart Redford kao liječnik hitne službe - Roy Thinnes kao dr. Baumgartner - Terry Winter kao Tom Amberson - Frank Adonis kao gost #1 - Alan Levine kao gost #2 - Paul Borghese kao gost #3 - Russ Brunelli kao gost #4 - Gary Lamadore kao Chuckie - Mary Louise Wilson kao Catherine |

## Naslovna referenca
- Kućni pritvor je kazna koju izriče sudac kao alternativu zatvoru te pomaže pri praćenju osuđenih zločinaca nakon zatvorske kazne ili kao alternativa zatvoru. Kazna izriče kako osoba ne smije napustiti svoje prebivalište, a može ići samo na važna obiteljska okupljanja, posjete liječniku, zubaru ili na sprovode. Junior je mogao napustiti svoje prebivalište i kad je išao u samoposluživanje. Juniorov život počinje patiti pod utjecajem kazne. Tony se nađe u sličnoj, ali samonametnutoj, situaciji kad se pokuša udaljiti od svoje ekipe.

## Glazba
- Pjesma koja svira tijekom odjavne špice je "You Can't Put Your Arms Around a Memory" Johnnyja Thundersa.
- Pjesma koja svira kad Tony na banketu doživi napad panike je "More Than a Feeling" sastava Boston. Kad se on onesvijesti, može se čuti stih "I closed my eyes and I slipped away".
- Prije Tonyjeva napada panike, pjesma koja je svirala bila je "Disco Inferno" sastava The Trammps.
- Pjesma koja je svirala ranije u epizodi u kući Sopranovih na radiju je "Gotta Serve Somebody" Boba Dylana.

## Vanjske poveznice
- House Arrest u internetskoj bazi filmova IMDb-a